# Pueblo Muro
Los Muro (en inglés: Mooro) fueron un clan indígena perteneciente al pueblo aborigen australiano Nyungar que vivía en la zona actualmente ocupada por Perth y su región norte, en Australia Occidental, hasta poco después de que se fundara el asentamiento europeo de la Colonia de Swan River, en 1829. Su territorio se extendía desde el río Swan hacia el norte hasta el río Moore, más allá del límite norte de la zona metropolitana de Perth, y hacia el este hasta Ellen Brook. Hay evidencias de la ocupación por parte de los aborígenes australianos de la Llanura Costera de Swan durante más de 40.000 años.

## Historia
Los Muro se expandieron por los lagos y humedales que se extienden en paralelo a la costa, incluyendo Yanchep, el lago Neerabup, el lago de Joondalup e incluso hasta un punto tan meridional como el Lago Monger (Galup). La región constituía un punto estratégico para el abastecimiento de alimentos y agua, dado que en ella podían capturarse aves salvajes, peces, ranas, tortugas de agua dulce y una amplia gama de marsupiales. La región de la costa occidental contaba con yacimientos de sílex y caliza adecuados para la fabricación de herramientas de piedra. Se movían con las estaciones del año, buscando terrenos altos en el este durante el invierno y regresando a finales de la primavera, cuando prendían fuego a los matorrales con el fin de capturar ualabíes, los canguros y zarigüeyas. Su principal asentamiento estuvo en el Mount Eliza en lo que ahora es Kings Park.
En el momento de la colonización Europea, Yellagonga, el tío de Yagan, era el líder del pueblo Muro. En un primer momento, las relaciones fueron amistosas y varios exploradores tales como Robert Menli Lyon (1833-1834) y Sir George Grey (1838), informaron sobre encuentros favorables con grupos de Muro. John Butler, un colono del Río Swan que en marzo de 1834 se trasladó al norte en busca de pastos para el ganado, informó que "los nativos eran los Wanneroo que frecuentan Perth en compañía de la tribu de Yellagonga – se mostraron amistosos con nosotros, pero tuvimos cuidado en dejarles ver nuestro pan". No obstante, la lucha por los recursos y los malentendidos culturales acabaron dando lugar al conflicto.
Hacia finales de la década de 1830, después de haber sido en buena medida desplazados de las tierras en las que habían sido autosuficientes, y diezmados por las enfermedades europeas y los conflictos con los colonos, el estilo de vida tradicional se encontraba en plena desaparición. El censo realizado por Francis Armstrong (1836 C. S. O. 58:163) contó 28 miembros del pueblo Muro. En menos de 20 años, la comunidad prácticamente se había desintegrado y los supervivientes habían sido expulsados a las fuentes de agua permanentes en las afueras de Perth.